# ダスティン・メイ
ダスティン・ジェイク・メイ（Dustin Jake May, 英語発音: [ˈdʌstɪn d͡ʒeɪk meɪ], 1997年9月6日 - ）は、 アメリカ合衆国テキサス州ジャスティン出身のプロ野球選手（投手）。右投右打。MLBのボストン・レッドソックス所属。

## 経歴
2016年のMLBドラフト3巡目（全体101位）でロサンゼルス・ドジャースから指名され、プロ入り。なお、契約しない場合はテキサス工科大学へ進学の予定であった。契約後、ドジャース傘下のルーキー級アリゾナリーグ・ドジャースでプロデビュー。10試合（先発6試合）に登板して0勝1敗1セーブ、防御率3.86、34奪三振を記録した。
2017年はA級グレートレイクス・ルーンズとA+級ランチョクカモンガ・クエークスでプレーし、2球団合計で25試合（先発24試合）に登板して9勝6敗、防御率3.63、128奪三振を記録した。
2018年にMLB.comが発表したプロスペクトランキングでは、ドジャースの組織内で11位にランクインした。シーズンではA+級ランチョクカモンガとAA級タルサ・ドリラーズでプレーし、17試合に先発登板して7勝3敗、防御率3.29、94奪三振を記録した。
2019年にMLB.comが発表したプロスペクトランキングで全体69位・チーム3位にランクインした。開幕はAA級タルサで迎え、6月27日にAAA級オクラホマシティ・ドジャースに昇格。8月2日にメジャー昇格。同日行われたサンディエゴ・パドレス戦で先発登板しメジャーデビュー。この試合では5.2イニングを投げて4失点で、敗戦投手となった。14試合に登板して2勝3敗4ホールド、防御率3.63を記録した。
2020年7月23日のサンフランシスコ・ジャイアンツとのシーズン開幕戦では、本来先発予定であったクレイトン・カーショウが故障者リストに入ったため、代役としてメイが開幕投手に抜擢された。ドジャースで新人扱いの投手が開幕投手を務めるのは1981年のフェルナンド・バレンズエラ以来39年ぶり2人目。この試合では5回途中1失点と好投し、勝利に貢献した。初回には99mph（約159km/h）のシンキング・ファストボール（シンカー）を投じ注目を寄せ、「今までで1番気持ち悪い球だ」「これを打つのは不可能だ」などと現地ファンを驚かせた。
2021年5月3日に右肘のトミー・ジョン手術を受けることが報じられ、残りシーズンを全休する見込みとなった。
2022年8月20日に故障者リストから復帰し、6試合に先発登板し、2勝3敗の成績を記録した。
2023年は9試合に先発登板し、4勝1敗の成績を記録していたが、5月18日に右前腕の痛みのために故障者リストに入った。リハビリ中に右屈筋腱の修復手術を受け､そのままシーズン終了を迎えた。
2024年はシーズン中の7月には食事中にサラダを喉に詰まらせ急性食道破裂により手術を受け、同年は登板がなかった。オフの11月22日に1年総額213万5000ドル（3億3000万円）で翌年の契約に合意した。
2025年は東京で開催された開幕戦には帯同しなかった。3月27日からMLBは本土での開幕を迎えた。同日に発表されたドジャー・スタジアムでの開幕26人ロースターに名を連ねた。4月1日に685日ぶりにMLBの試合に登板した。この年は後述のトレード前までに19試合に登板（先発18試合、7月21日の試合のみ中継ぎ。その試合で先発を務めたのは奇しくも自身と同様にトミー・ジョン手術からの完全復活を目指している大谷翔平であった。）して6勝7敗、防御率4.85、既にキャリアハイとなる97奪三振を記録していた。

### レッドソックス時代
2025年7月31日にジェームズ・ティブス3世とザック・アーハードとのトレードで、ボストン・レッドソックスへ移籍した。

## 選手としての特徴
| 球種         | 割合 | 平均球速 | 平均球速 | 最高球速 | 最高球速 |
| 球種         | %    | mph      | km/h     | mph      | km/h     |
| ------------ | ---- | -------- | -------- | -------- | -------- |
| シンカー     | 39.7 | 97.8     | 157.4    | 100      | 160.9    |
| カーブ       | 22.8 | 86.6     | 139.4    | 88.9     | 143.1    |
| フォーシーム | 19   | 98.3     | 158.2    | 100      | 160.9    |
| カッター     | 18.5 | 93       | 149.7    | 95.6     | 153.9    |

シンキング・ファストボール（シンカー）と呼ばれるツーシーム系の球種を主体としており、変化球ではカーブとカッターを投げる。
最速101.5mph（約163.3km/h）のシンカーを武器に打者を翻弄する。

## 詳細情報

### 年度別投手成績
| 年 度    | 球 団    | 登 板 | 先 発 | 完 投 | 完 封 | 無 四 球 | 勝 利 | 敗 戦 | セ 丨 ブ | ホ 丨 ル ド | 勝 率 | 打 者 | 投 球 回 | 被 安 打 | 被 本 塁 打 | 与 四 球 | 敬 遠 | 与 死 球 | 奪 三 振 | 暴 投 | ボ 丨 ク | 失 点 | 自 責 点 | 防 御 率 | W H I P |
| -------- | -------- | ----- | ----- | ----- | ----- | -------- | ----- | ----- | -------- | ----------- | ----- | ----- | -------- | -------- | ----------- | -------- | ----- | -------- | -------- | ----- | -------- | ----- | -------- | -------- | ------- |
| 2019     | LAD      | 14    | 4     | 0     | 0     | 0        | 2     | 3     | 0        | 4           | .400  | 141   | 34.2     | 33       | 2           | 5        | 0     | 4        | 32       | 0     | 0        | 17    | 14       | 3.63     | 1.10    |
| 2020     | LAD      | 12    | 10    | 0     | 0     | 0        | 3     | 1     | 0        | 1           | .750  | 224   | 56.0     | 45       | 9           | 16       | 0     | 1        | 44       | 2     | 0        | 18    | 16       | 2.57     | 1.09    |
| 2021     | LAD      | 5     | 5     | 0     | 0     | 0        | 1     | 1     | 0        | 0           | .500  | 93    | 23.0     | 16       | 4           | 6        | 0     | 1        | 35       | 0     | 0        | 8     | 7        | 2.74     | 0.96    |
| 2022     | LAD      | 6     | 6     | 0     | 0     | 0        | 2     | 3     | 0        | 0           | .400  | 127   | 30.0     | 21       | 3           | 14       | 0     | 5        | 29       | 0     | 0        | 17    | 15       | 4.50     | 1.17    |
| 2023     | LAD      | 9     | 9     | 0     | 0     | 0        | 4     | 1     | 0        | 0           | .800  | 187   | 48.0     | 29       | 1           | 16       | 0     | 2        | 34       | 1     | 0        | 14    | 14       | 2.63     | 0.94    |
| MLB：5年 | MLB：5年 | 46    | 34    | 0     | 0     | 0        | 12    | 9     | 0        | 5           | .571  | 772   | 191.2    | 144      | 19          | 57       | 0     | 13       | 174      | 3     | 0        | 74    | 66       | 3.10     | 1.05    |

- 2024年度シーズン終了時

### ポストシーズン投手成績
| 年 度     | 球 団     | シ リ ｜ ズ | 登 板 | 先 発 | 勝 利 | 敗 戦 | セ ｜ ブ | 打 者 | 投 球 回 | 被 安 打 | 被 本 塁 打 | 与 四 球 | 敬 遠 | 与 死 球 | 奪 三 振 | 暴 投 | ボ ｜ ク | 失 点 | 自 責 点 | 防 御 率 |
| --------- | --------- | ----------- | ----- | ----- | ----- | ----- | -------- | ----- | -------- | -------- | ----------- | -------- | ----- | -------- | -------- | ----- | -------- | ----- | -------- | -------- |
| 2019      | LAD       | NLDS        | 2     | 0     | 0     | 0     | 0        | 12    | 3.1      | 3        | 0           | 1        | 0     | 0        | 1        | 0     | 0        | 1     | 1        | 2.70     |
| 2020      | LAD       | NLDS        | 2     | 1     | 1     | 0     | 0        | 9     | 3.0      | 0        | 0           | 1        | 0     | 0        | 4        | 0     | 0        | 0     | 0        | 0.00     |
| 2020      | LAD       | NLCS        | 3     | 2     | 0     | 0     | 0        | 24    | 4.2      | 5        | 0           | 5        | 1     | 1        | 6        | 0     | 0        | 3     | 2        | 3.86     |
| 2020      | LAD       | WS          | 2     | 0     | 0     | 0     | 0        | 14    | 3.0      | 5        | 1           | 0        | 0     | 0        | 3        | 0     | 0        | 3     | 3        | 9.00     |
| 出場：2回 | 出場：2回 | 出場：2回   | 9     | 3     | 1     | 0     | 0        | 59    | 14.0     | 13       | 1           | 7        | 1     | 1        | 14       | 0     | 0        | 7     | 6        | 3.86     |

- 2024年度シーズン終了時

### 年度別守備成績
| 年 度 | 球 団 | 投手（P） | 投手（P） | 投手（P） | 投手（P） | 投手（P） | 投手（P） |
| 年 度 | 球 団 | 試 合     | 刺 殺     | 補 殺     | 失 策     | 併 殺     | 守 備 率  |
| ----- | ----- | --------- | --------- | --------- | --------- | --------- | --------- |
| 2019  | LAD   | 14        | 0         | 4         | 0         | 0         | 1.000     |
| 2020  | LAD   | 12        | 1         | 6         | 1         | 0         | .875      |
| 2021  | LAD   | 5         | 2         | 2         | 0         | 0         | 1.000     |
| 2022  | LAD   | 6         | 2         | 6         | 2         | 0         | .800      |
| 2023  | LAD   | 9         | 7         | 2         | 0         | 0         | 1.000     |
| MLB   | MLB   | 46        | 12        | 20        | 3         | 0         | .914      |

- 2024年度シーズン終了時

### 記録
MiLB
- オールスター・フューチャーズゲーム選出：1回（2019年）

### 背番号
- 85（2019年 - 2023年、2025年 - ）